# Herb Chorzel
Herb Chorzel – jeden z symboli miasta Chorzele i gminy Chorzele w postaci herbu.

## Wygląd i symbolika
Herb przedstawia w srebrnym polu zielone drzewo o trzech korzeniach i dwóch konarach, z których prawy dodatkowo rozgałęziony na dwa mniejsze, na którego szczycie znajduje się owoc karczocha zielony; na lewo od pnia czarny róg myśliwski z okuciami, ustnikiem i wylotem w kolorze złotym, ułożony na opak w skos. 
Drzewo z nietypowym owocem z herbu Chorzel przywodzi na myśl rewersy medali królowej Bony autorstwa Jana Marii Padovano. Niewykluczone, że ten właśnie artysta zaprojektował pierwszą pieczęć miejską. Motywy roślinne na tych pieczęciach przedstawiają kwiaty karczocha. Karczoch to symbol płodności i użyczenie tego motywu herbowi miasta mogło stanowić pomyślną wróżbę na przyszłość. Róg myśliwski dodano zapewne w nawiązaniu do obfitości zwierzyny w okolicznych lasach. Nie było pierwszym przypadkiem użyczanie symboliki królewskiej małżonki nowemu miastu. Dla przykładu, nadany w tym samym okresie herb miasta Bar zawierał monogram Bony.

## Historia
Chorzele uzyskały herb prawdopodobnie nadaniem królewskim. Znana jest pieczęć z takim herbem przyłożona do dokumentu z 1553 roku. Kolejna pieczęć została sprawiona w 1660 i przyłożono ją do dokumentu z 1678. Herbu używano prawdopodobnie do okresu zaborów. Pod zaborem rosyjskim, w ramach reformy miejskiej heraldyki w Królestwie Kongresowym zaprojektowano nowy herb, przedstawiający tarczę między dwiema rybami. Projekt ten, autorstwa Teodora Chrząńskiego, nie przyjął się jednak. Rekonstrukcji barw jako pierwszy dokonał Marian Gumowski, dając drzewo zielone, zaś róg złoty. Późniejsze rysunki Gumowskiego dawały róg czarny z okuciami złotymi. Takie też opracowania barwne przyjmowali następcy Gumowskiego. Mimo to, władze miasta przyjęły w latach 90 opracowany z wieloma błędami wizerunek, ignorując zupełnie fachową literaturę.
Wzór herbu przyjętego 5 sierpnia 2012 uchwałą nr 184/XXI/12 Rady Miejskiej w Chorzelach opracowali Kamil Wójcikowski i Robert Fidura, wzorując się zarówno na rysunku z najstarszej pieczęci, jak i rekonstrukcjach barwnych Gumowskiego i jego następców, wzór ten uzyskał pozytywną opinię Komisji Heraldycznej.

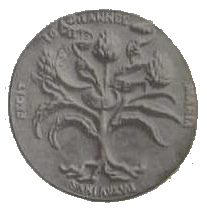
Awers "karczochowego" medalu Bony
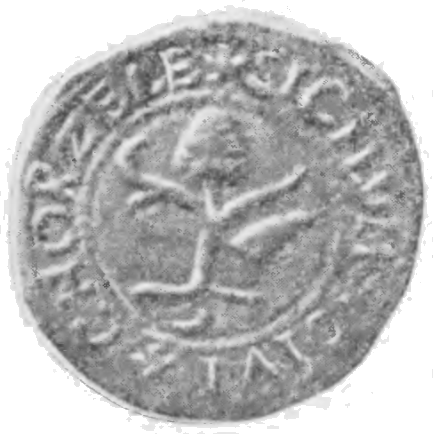
Najstarsza pieczęć Chorzel
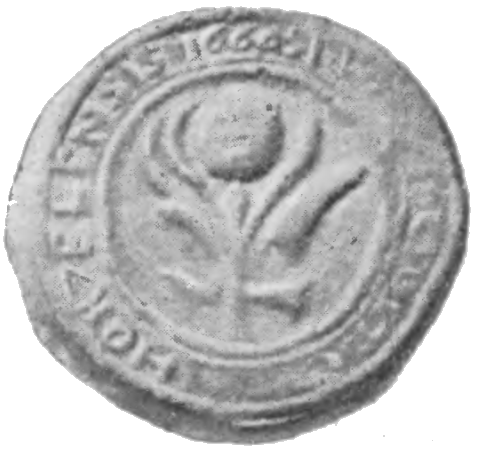
Młodsza pieczęć Chorzel
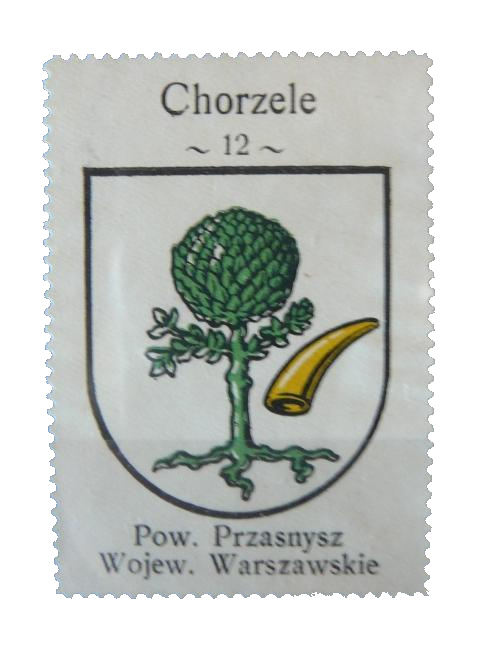
Znaczek z herbem miasta z albumu Kaffe Hag, 1932, pierwsza barwna rekonstrukcja
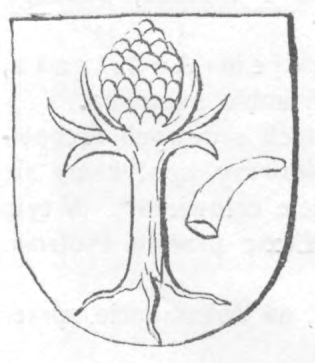
Rysunek Mariana Gumowskiego z 1936, wzorowany na młodszej pieczęci
Wzór herbu do 2012